# Maret

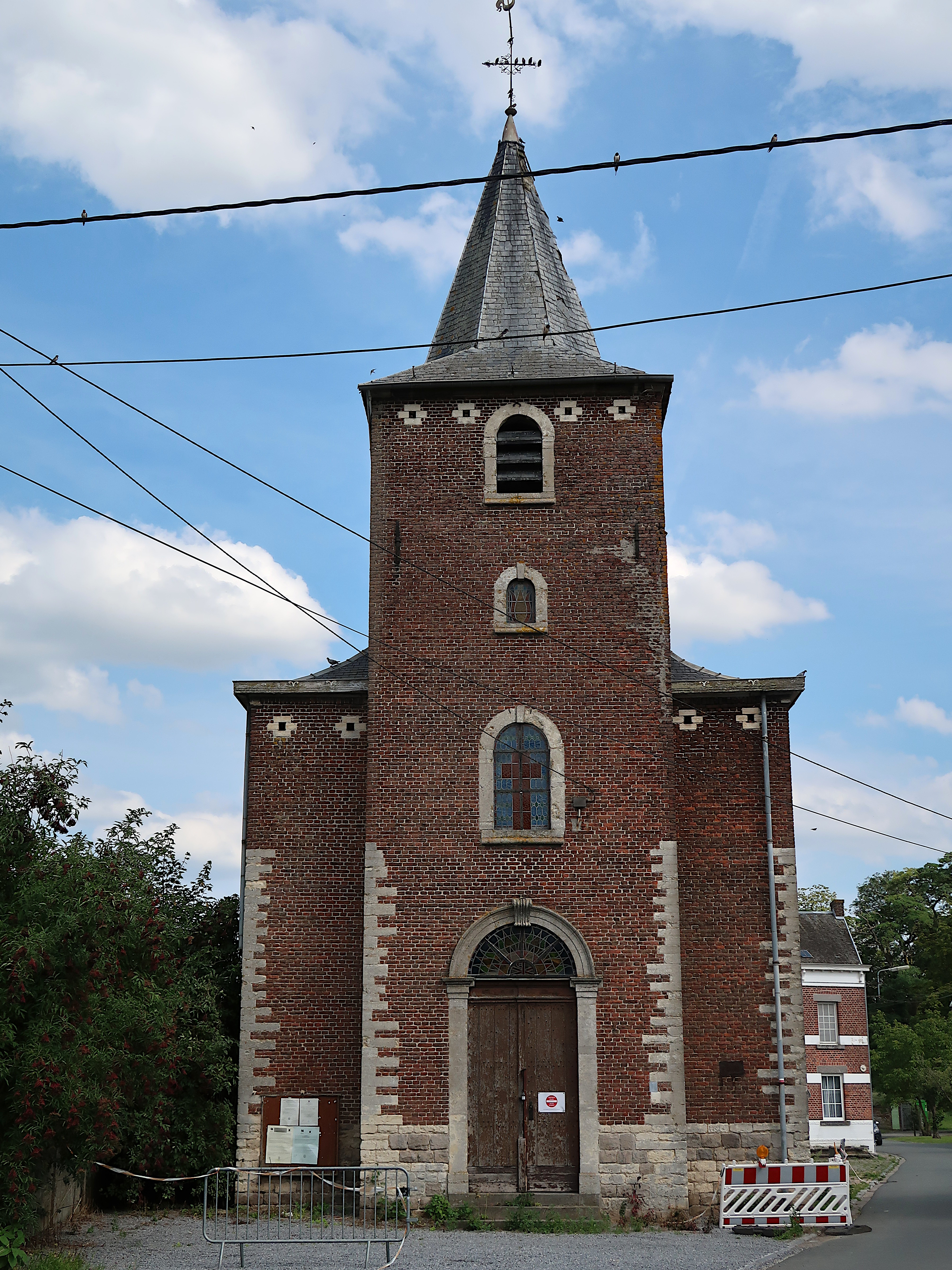
Sint-Pancratiuskerk

Maret is een plaats die is gelegen in de deelgemeente Orp-le-Grand van de Waals-Brabantse gemeente Orp-Jauche.

## Bezienswaardigheden
- De Sint-Pancratiuskerk (Église Saint-Pancrace) is een classicistisch kerkgebouw uit de 2e helft van de 18e eeuw. Het hoofdaltaar is in Lodewijk XV-stijl.

## Natuur en landschap
Maret ligt aan de Kleine Gete. De hoogte aan de kerk is 66 meter.

## Nabijgelegen kernen
Orp-le-Grand, Pellen, Lijsem